# Меладия
Мела̀дия (на гръцки: Μελάδεια) е село в Кипър, окръг Пафос. Според статистическата служба на Република Кипър през 2001 г. селото има 19 жители.
Намира се на 2 км югозападно от Лисос.